# Lycosa ovalata
Lycosa ovalata là một loài nhện trong họ Lycosidae.
Loài này thuộc chi Lycosa. Lycosa ovalata được Pelegrin Franganillo-Balboa miêu tả năm 1930.